# Girolamo Ghinucci
Girolamo Ghinucci (né en 1480 à Sienne en Toscane, alors dans la république de Sienne et mort le 3 juillet 1541 à Rome) est un cardinal italien du XVIe siècle.

## Biographie
Girolamo Ghinucci est chanoine à Sienne et auditeur-général de la Chambre apostolique. Il est secrétaire de Jules III.
Il est nommé évêque d'Ascoli Piceno de 1512 à 1518, puis nommé évêque de Worcester, administrateur apostolique de Malte de 1523 à 1538. Il est renvoyé de Worcester en 1534, lors de la rupture de Henri VIII d'Angleterre avec l'Église romaine.
Le pape Paul III le crée cardinal lors du consistoire du 21 mai 1535. Ghinucci est nommé administrateur de Cavaillon en 1537. Il fait partie d'une commission de cardinaux pour préparer un concile général et d'une commission pour des réformes de la Curie romaine.